# Molophilus javensis
Molophilus javensis är en tvåvingeart som beskrevs av Edwards 1927. Molophilus javensis ingår i släktet Molophilus och familjen småharkrankar. Inga underarter finns listade i Catalogue of Life.